# Masquerade (Bananarama)
Masquerade è il dodicesimo album in studio del duo musicale inglese Bananarama, pubblicato nel 2022.

## Tracce
1. Favourite – 3:07
2. Stay Wild – 3:47
3. Velvet Lies – 2:47
4. Masquerade – 4:13
5. Running With the Night – 3:28
6. Bad Love – 3:00
7. Let's Go Outside – 3:45
8. Brand New – 3:32
9. Need a Little More Time – 3:35
10. Forever Young – 3:34
11. Waiting for the Sun to Shine – 4:13

## Formazione
- Sara Dallin
- Keren Woodward